# Kаzanlaška grobnica
Kazanlaška tračanska grobnica (bolgarsko Казанлъшка гробница, Kazanlăška grobnica) je obokana, iz opeke zidana čebeljemu panju (tholos) podobna grobnica pri Kazanlaku v osrednji Bolgariji. 
Je del velike tračanske nekropole. Sestavljena je iz ozkega hodnika in okrogle pogrebne sobe. Stene in obok so okrašeni s stenskimi slikami, na katerih je prikazan tračanski par na obredni pogrebni slovesnosti. Spomenik je datiran v 4. stoletje pr. n. št. in je od leta 1979 na Unescovem seznamu svetovne kulturne dediščine. Slike konj in sedečega para, ki se drži za zapestji,  so najbolje ohranjene slikarske mojstrovine iz helenističnega obdobja v Bolgariji.
Grobnica je v bližini staroveške tračanske prestolnice Sevtopol v regiji, v kateri so odkrili več kot tisoč grobov kraljev in pripadnikov tračanske aristokracije. Zaradi občutljivih dragocenih poslikav ni odprta za javnost. Za obiskovalce je v neposredni bližini zgrajena njena popolna kopija.

## V sodobni kulturi
Sedeča ženska s stenske slike  je upodobljena na bolgarskem kovancu za 50 stotink iz leta 2005.

## Galerija
- Poslavljanje od ženina in neveste
- Tračanski kralj in kraljica (reprodukcija)
- Dirka bojnih voz  (reprodukcija)
- Vhod v grobnico

## Sklica
1. ↑  http://whc.unesco.org/en/list/44.
2. ↑   Bulgaria Travel.
3. ↑  Bulgarian National Bank. Notes and Coins in Circulation: 50 stotinkas. Pridobljeno 26. marca 2009.